# Felicitas Rauch
Felicitas Rauch (Hann. Münden, 30 aprile 1996) è una calciatrice tedesca, centrocampista del North Carolina Courage e della nazionale tedesca.

## Carriera

### Club

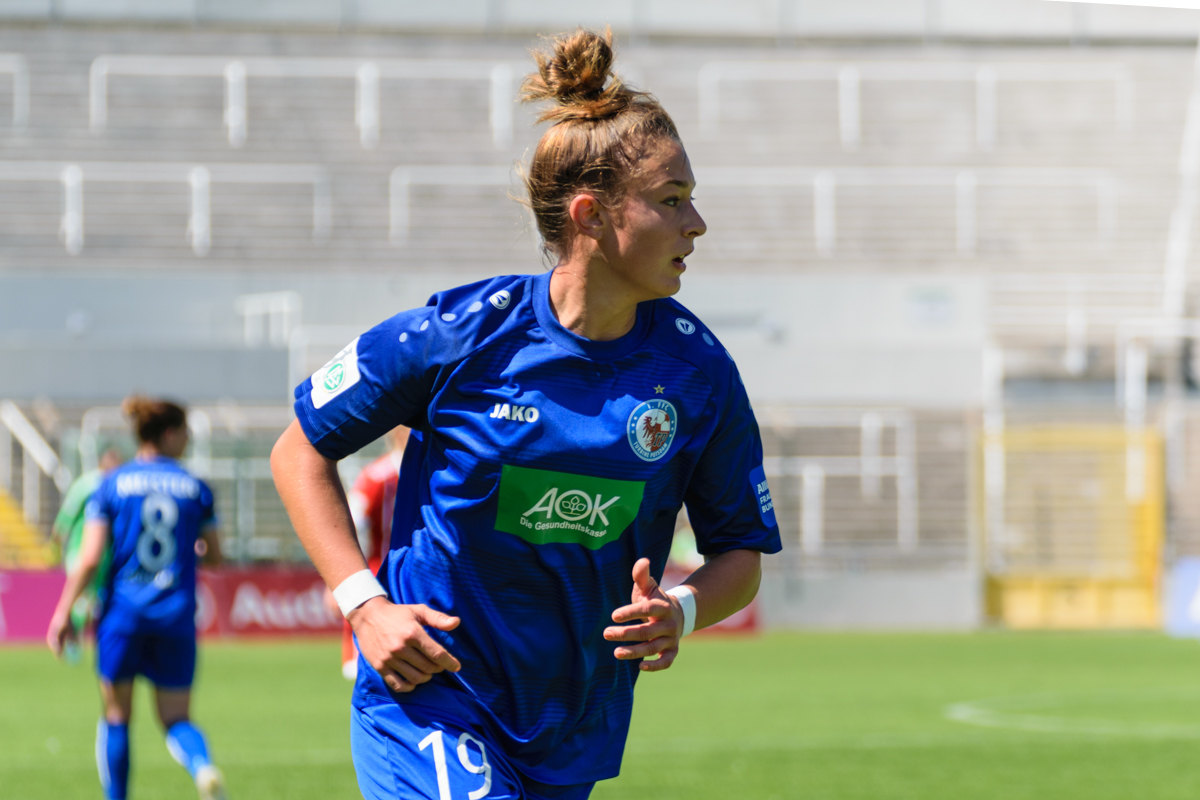
Felicitas Rauch in azione con la maglia del Turbine Potsdam nel maggio 2018.

Nata ad Hann. Münden, Felicitas Rauch ha iniziato a giocare a calcio al TSV Eintracht Dungelbeck. In seguito, è andata a giocare al VfB Peine. Nel 2010, all'età di 14 anni, dopo che la sua famiglia si era trasferita a Potsdam, è entrata nelle squadre giovanili del Turbine Potsdam. Già nel 2012 iniziò a giocare per la squadra riserve, che partecipava alla 2. Frauen-Bundesliga, seconda serie del campionato tedesco, vincendo il girone nord nella stagione 2013-14. Inserita nella rosa della prima squadra per la stagione 2014-2015, il 21 settembre 2014 ha fatto il suo esordio in Frauen-Bundesliga nella partita contro l'1. FFC Francoforte, valida per la terza giornata di campionato. Ha giocato col Turbine per nove anni sin da quando è entrata nelle squadre giovanili, delle quali per cinque stagioni in Frauen-Bundesliga, collezionando 89 presenze e 22 reti.
Per la stagione 2019-20 si è trasferita al Wolfsburg, squadra campione di Germania in carica, col quale ha vinto il campionato tedesco in due edizioni e la Coppa di Germania per tre stagioni di fila. Con la maglia del Wolfsburg ha anche fatto il suo esordio in UEFA Women's Champions League, raggiungendo la finale già nell'edizione 2019-20, persa contro le francesi dell'Olympique Lione.
Il 17 gennaio 2024, Rauch è passata a titolo definitivo al N. Carolina Courage, nella NWSL, con cui ha firmato un contratto biennale.

### Nazionale

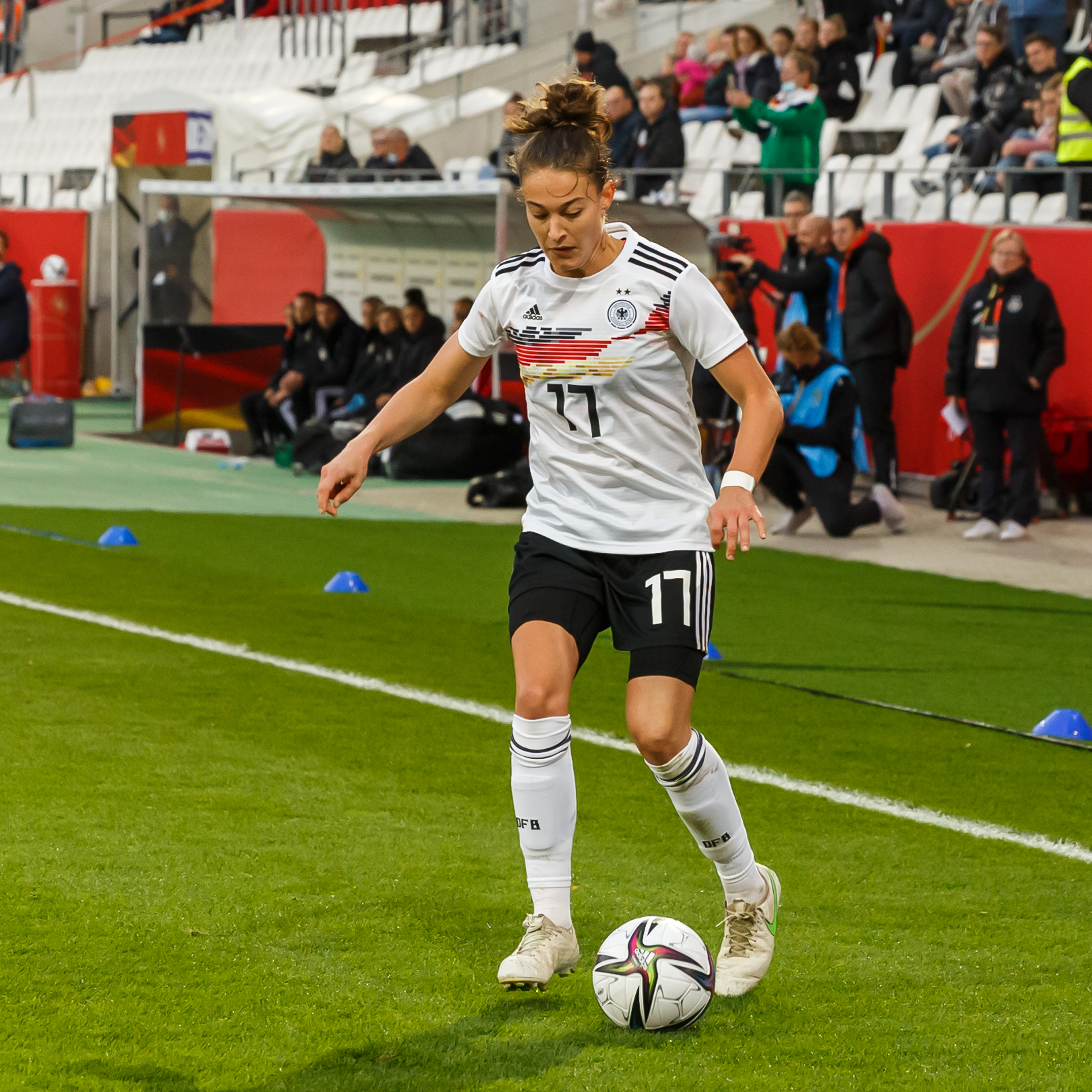
Felicitas Rauch in azione con la maglia della nazionale tedesca il 26 ottobre 2021 contro nelle qualificazioni al campionato mondiale 2023.

Felicitas Rauch ha fatto parte di diverse selezioni giovanili della Germania, collezionando sei presenze della selezione Under-16 e otto nella selezione Under-17. Con la nazionale Under-19 ha preso parte alla fase finale del campionato europeo 2015 di categoria; la manifestazione venne conclusa dalle tedesche con l'eliminazione in semifinale dopo i tiri di rigore contro la Svezia, dove Rauch sbagliò uno dei due rigori sbagliati. Nel 2014 fece parte della rosa della nazionale Under-20 che partecipò alla fase finale del campionato mondiale 2014 in Canada. La Germania vinse il campionato, battendo in finale la Nigeria 1-0 dopo i tempi supplementari, e Rauch scese in campo in tutte le partite giocate.
Ha fatto il suo esordio con la nazionale maggiore il 26 novembre 2015, giocando l'amichevole pareggiata a reti inviolate contro l'Inghilterra. Dopo aver giocato in un'altra amichevole a fine 2016, Rauch venne convocata dalla selezionatrice Steffi Jones per la SheBelieves Cup 2017, torneo internazionale a inviti, giocata a inizio marzo 2017. Venne impiegata in amichevoli nei successivi due anni, per poi essere schierata in maniera stabile nel corso delle qualificazioni al campionato europeo 2022. Nella vittoria per 8-0 in Ucraina, mise a segno la sua prima rete in nazionale. È stata poi inserita dalla selezionatrice Martina Voss-Tecklenburg nella rosa della nazionale tedesca che ha vinto l'Algarve Cup 2020.
È stata poi impiegata in amichevoli e in tre partite nelle qualificazioni al campionato mondiale 2023 e segnato due reti. A inizio 2022 venne inserita nella rosa della nazionale tedesca che prese parte alla prima edizione dell'Arnold Clark Cup, torneo a inviti organizzato in Inghilterra, giocando solo contro il Canada. È stata inserita dalla selezionatrice Voss-Tecklenburg nella rosa della nazionale tedesca in vista del campionato europeo 2022.

## Statistiche

### Cronologia presenze e reti in nazionale
| Cronologia completa delle presenze e delle reti in nazionale ― Germania | Cronologia completa delle presenze e delle reti in nazionale ― Germania | Cronologia completa delle presenze e delle reti in nazionale ― Germania | Cronologia completa delle presenze e delle reti in nazionale ― Germania | Cronologia completa delle presenze e delle reti in nazionale ― Germania | Cronologia completa delle presenze e delle reti in nazionale ― Germania | Cronologia completa delle presenze e delle reti in nazionale ― Germania | Cronologia completa delle presenze e delle reti in nazionale ― Germania |
| Data                                                                    | Città                                                                   | In casa                                                                 | Risultato                                                               | Ospiti                                                                  | Competizione                                                            | Reti                                                                    | Note                                                                    |
| ----------------------------------------------------------------------- | ----------------------------------------------------------------------- | ----------------------------------------------------------------------- | ----------------------------------------------------------------------- | ----------------------------------------------------------------------- | ----------------------------------------------------------------------- | ----------------------------------------------------------------------- | ----------------------------------------------------------------------- |
| 26-11-2015                                                              | Duisburg                                                                | Germania                                                                | 0 – 0                                                                   | Inghilterra                                                             | Amichevole                                                              | -                                                                       |                                                                         |
| 29-11-2016                                                              | Chemnitz                                                                | Germania                                                                | 1 – 1                                                                   | Norvegia                                                                | Amichevole                                                              | -                                                                       | 82’                                                                     |
| 2-3-2017                                                                | Chester                                                                 | Stati Uniti                                                             | 1 – 0                                                                   | Germania                                                                | SheBelieves Cup 2017                                                    | -                                                                       | 74’                                                                     |
| 4-3-2017                                                                | Harrison                                                                | Francia                                                                 | 0 – 0                                                                   | Germania                                                                | SheBelieves Cup 2017                                                    | -                                                                       | 46’                                                                     |
| 6-10-2018                                                               | Essen                                                                   | Germania                                                                | 3 – 1                                                                   | Austria                                                                 | Amichevole                                                              | -                                                                       | 60’                                                                     |
| 10-11-2018                                                              | Osnabrück                                                               | Germania                                                                | 5 – 2                                                                   | Italia                                                                  | Amichevole                                                              | -                                                                       | 46’                                                                     |
| 28-2-2019                                                               | Laval                                                                   | Francia                                                                 | 0 – 1                                                                   | Germania                                                                | Amichevole                                                              | -                                                                       | 71’                                                                     |
| 6-4-2019                                                                | Solna                                                                   | Svezia                                                                  | 1 – 2                                                                   | Germania                                                                | Amichevole                                                              | -                                                                       | 46’                                                                     |
| 31-8-2019                                                               | Kassel                                                                  | Germania                                                                | 10 – 0                                                                  | Montenegro                                                              | Qual. Euro 2022                                                         | -                                                                       | 61’                                                                     |
| 3-9-2019                                                                | Leopoli                                                                 | Ucraina                                                                 | 0 – 8                                                                   | Germania                                                                | Qual. Euro 2022                                                         | 1                                                                       |                                                                         |
| 5-10-2019                                                               | Aquisgrana                                                              | Germania                                                                | 8 – 0                                                                   | Ucraina                                                                 | Qual. Euro 2022                                                         | -                                                                       |                                                                         |
| 7-3-2020                                                                | Lagos                                                                   | Germania                                                                | 4 – 0                                                                   | Norvegia                                                                | Algarve Cup 2020                                                        | -                                                                       | 64’                                                                     |
| 22-9-2020                                                               | Podgorica                                                               | Montenegro                                                              | 0 – 3                                                                   | Germania                                                                | Qual. Euro 2022                                                         | -                                                                       | 16’                                                                     |
| 27-11-2020                                                              | Ingolstadt                                                              | Germania                                                                | 6 – 0                                                                   | Grecia                                                                  | Qual. Euro 2022                                                         | -                                                                       |                                                                         |
| 21-2-2021                                                               | Aquisgrana                                                              | Germania                                                                | 2 – 0                                                                   | Belgio                                                                  | Amichevole                                                              | -                                                                       |                                                                         |
| 10-6-2021                                                               | Strasburgo                                                              | Francia                                                                 | 1 – 0                                                                   | Germania                                                                | Amichevole                                                              | -                                                                       |                                                                         |
| 26-10-2021                                                              | Essen                                                                   | Germania                                                                | 7 – 0                                                                   | Israele                                                                 | Qual. Mondiali 2023                                                     | 1                                                                       |                                                                         |
| 26-11-2021                                                              | Braunschweig                                                            | Germania                                                                | 8 – 0                                                                   | Turchia                                                                 | Qual. Mondiali 2023                                                     | -                                                                       |                                                                         |
| 20-2-2022                                                               | Norwich                                                                 | Canada                                                                  | 1 – 0                                                                   | Germania                                                                | Arnold Clark Cup 2022                                                   | -                                                                       |                                                                         |
| 9-4-2022                                                                | Bielefeld                                                               | Germania                                                                | 3 – 0                                                                   | Portogallo                                                              | Qual. Mondiali 2023                                                     | 1                                                                       |                                                                         |
| 24-6-2022                                                               | Erfurt                                                                  | Germania                                                                | 7 – 0                                                                   | Svizzera                                                                | Amichevole                                                              | -                                                                       | 59’                                                                     |
| 8-7-2022                                                                | Brentford                                                               | Germania                                                                | 4 – 0                                                                   | Danimarca                                                               | Euro 2022 - Fase a gironi                                               | -                                                                       | 73’                                                                     |
| 12-7-2022                                                               | Brentford                                                               | Germania                                                                | 2 – 0                                                                   | Spagna                                                                  | Euro 2022 - Fase a gironi                                               | -                                                                       | 27’ 62’                                                                 |
| 21-7-2022                                                               | Brentford                                                               | Germania                                                                | 2 – 0                                                                   | Austria                                                                 | Euro 2022 - Quarti di finale                                            | -                                                                       | 90+4’                                                                   |
| 27-7-2022                                                               | Milton Keynes                                                           | Germania                                                                | 2 – 1                                                                   | Francia                                                                 | Euro 2022 - Semifinali                                                  | -                                                                       |                                                                         |
| 31-7-2022                                                               | Londra                                                                  | Inghilterra                                                             | 2 – 1 dts                                                               | Germania                                                                | Euro 2022 - Finale                                                      | -                                                                       | 41’ 113’                                                                |
| 3-9-2022                                                                | Bursa                                                                   | Turchia                                                                 | 0 – 3                                                                   | Germania                                                                | Qual. Mondiali 2023                                                     | 1                                                                       |                                                                         |
| 7-10-2022                                                               | Dresda                                                                  | Germania                                                                | 2 – 1                                                                   | Francia                                                                 | Amichevole                                                              | -                                                                       | 56’ 77’                                                                 |
| 11-11-2022                                                              | Fort Lauderdale                                                         | Stati Uniti                                                             | 1 – 2                                                                   | Germania                                                                | Amichevole                                                              | -                                                                       |                                                                         |
| 21-2-2023                                                               | Duisburg                                                                | Germania                                                                | 0 – 0                                                                   | Svezia                                                                  | Amichevole                                                              | -                                                                       |                                                                         |
| 7-4-2023                                                                | Sittard                                                                 | Paesi Bassi                                                             | 0 – 1                                                                   | Germania                                                                | Amichevole                                                              | -                                                                       | 62’                                                                     |
| 11-4-2023                                                               | Norimberga                                                              | Germania                                                                | 1 – 2                                                                   | Brasile                                                                 | Amichevole                                                              | -                                                                       | 64’                                                                     |
| 7-7-2023                                                                | Fürth                                                                   | Germania                                                                | 2 – 3                                                                   | Zambia                                                                  | Amichevole                                                              | -                                                                       | 64’                                                                     |
| 24-7-2023                                                               | Melbourne                                                               | Germania                                                                | 6 – 0                                                                   | Marocco                                                                 | Mondiali 2023 - Fase a gironi                                           | -                                                                       | 89’                                                                     |
| 22-9-2023                                                               | Viborg                                                                  | Danimarca                                                               | 2 – 0                                                                   | Germania                                                                | UEFA Women's Nations League 2023-2024                                   | -                                                                       |                                                                         |
| 26-9-2023                                                               | Bochum                                                                  | Germania                                                                | 4 – 0                                                                   | Islanda                                                                 | UEFA Women's Nations League 2023-2024                                   | -                                                                       | 63’                                                                     |
| 9-4-2024                                                                | Aquisgrana                                                              | Germania                                                                | 3 – 1                                                                   | Islanda                                                                 | Qual. Euro 2025                                                         | -                                                                       | 65’                                                                     |
| 4-6-2024                                                                | Gdynia                                                                  | Polonia                                                                 | 1 – 3                                                                   | Germania                                                                | Qual. Euro 2025                                                         | -                                                                       | 66’                                                                     |
| 12-7-2024                                                               | Reykjavík                                                               | Islanda                                                                 | 3 – 0                                                                   | Germania                                                                | -                                                                       | -                                                                       | 76’                                                                     |
| 16-7-2024                                                               | Hannover                                                                | Germania                                                                | 4 – 0                                                                   | Austria                                                                 | Qual. Euro 2025                                                         | -                                                                       | 65’                                                                     |
| 28-7-2024                                                               | Marsiglia                                                               | Stati Uniti                                                             | 4 – 1                                                                   | Germania                                                                | Olimpiadi 2024                                                          | -                                                                       |                                                                         |
| 31-7-2024                                                               | Saint-Étienne                                                           | Zambia                                                                  | 1 – 4                                                                   | Germania                                                                | Olimpiadi 2024                                                          | -                                                                       |                                                                         |
| 3-8-2024                                                                | Marsiglia                                                               | Canada                                                                  | 0 – 0 dts (2-4 dtr)                                                     | Germania                                                                | Olimpiadi 2024                                                          | -                                                                       | 102’                                                                    |
| 6-8-2024                                                                | Décines-Charpieu                                                        | Stati Uniti                                                             | 1 – 0 dts                                                               | Germania                                                                | Olimpiadi 2024                                                          | -                                                                       | 106’                                                                    |
| 9-8-2024                                                                | Décines-Charpieu                                                        | Spagna                                                                  | 0 – 1                                                                   | Germania                                                                | Olimpiadi 2024                                                          | -                                                                       |                                                                         |
| 25-10-2024                                                              | Londra                                                                  | Inghilterra                                                             | 3 – 4                                                                   | Germania                                                                | Amichevole                                                              | -                                                                       | 46’                                                                     |
| 28-10-2024                                                              | Duisburg                                                                | Germania                                                                | 1 – 2                                                                   | Australia                                                               | Amichevole                                                              | -                                                                       | 75’                                                                     |
| 2-12-2024                                                               | Bochum                                                                  | Germania                                                                | 1 – 2                                                                   | Italia                                                                  | Amichevole                                                              | 1                                                                       |                                                                         |
| Totale                                                                  |                                                                         | Presenze                                                                | 48                                                                      |                                                                         | Reti                                                                    | 5                                                                       |                                                                         |

## Palmarès

### Club
- Campionato tedesco di seconda divisione: 1

Turbine Potsdam II: 2013-2014
- Campionato tedesco: 2

Wolfsburg: 2019-2020, 2021-2022
- Coppa di Germania: 3

Wolfsburg: 2019-2020, 2020-2021, 2021-2022

### Nazionale
- Campionato mondiale under 20: 1

Campione: 2014